# Popis likova iz TV serije Život na sjeveru
Popis likova iz TV serije Život na sjeveru, koja se originalno prikazivala od srpnja 1990. do srpnja 1995.

## Glavni likovi
- Joel Fleischman (Rob Morrow) središnji je junak serije, mladi, pomalo napeti židovski liječnik s Manhattana (New York City) koji je ugovorno vezan za četverogodišnje obavljanje medicinske prakse u zabačenom aljaskom gradu Cicely kako bi otplatio studentski kredit koji mu je pozajmila država. Humor proizlazi iz sukoba između Fleischmanova neurotičnog gradskog mentalnog sklopa i lagodno nastrojenih mještana koji ga okružuju. Morrow je napustio seriju usred šeste (posljednje) sezone.
- Maurice Minnifield (Barry Corbin) bivši je astronaut i milijunaš domoljubno nastrojen. Vlasnik je lokalne radijske postaje KBHR i novina, kao i 60 km² lokalne zemlje. Odlučan da učini mali Cicely atraktivnom lokacijom, Maurice sređuje dolazak dr. Fleischmana u grad, koji prije toga nije imao stalnog liječnika.
- Chris Stevens (John Corbett), bivši zatvorenik i DJ na KBHR-u. Glazbu iz svoje jutarnje emisije kombinira s filozofskim promišljanjima o prirodi života i čitanjem pisaca kao što su Walt Whitman, William Shakespeare, Lav Tolstoj, Carl Jung i Maurice Sendak.  Chris je usto jedini duhovnik u Cicelyju, zaređen kao svećenik u Crkvi Univerzalnog Života preko oglasa u Rolling Stoneu.
- Maggie O'Connell (Janine Turner) professionalna je pilotkinja i agentica za nekretnine. Porijeklom je iz imućne irsko-američke obitelji iz Grosse Pointea. Ponekad vjeruje kako je prokleta jer su joj svi muškarci s kojima je hodala bizarno poginuli. S Fleischmanom održava snažnu vezu koja varira između ljubavi i mržnje, uključujući poneku seksualnu epizodu.
- Shelly Marie Tambo Vincoeur (Cynthia Geary), mlada pobjednica natjecanja u ljepoti, miss Sjeverozapadnog prolaza. Pomalo je prizemnog karaktera, ali u isto vrijeme simpatična. Dolazi iz Saskatchewana, a u Cicely je dovodi Maurice, koji se nadao da će je oženiti. Ubrzo po dolasku, upoznala je i zaljubila se u puno starijeg (44 godine) Hollinga Vincoeura. Shelly umalo postaje bigamist kad se umalo udaje za Hollinga prije nego što se razvela od svoga školskog kolege, hokejaša Waynea Jonesa (Brandon Douglas), za kojeg se udala samo da je on prestane prositi.
- Holling Vincoeur (John Cullum) šezdesetogodišnji je lovac i vlasnik bara i restorana Brick, gdje živi zajedno sa Shelly. Rođen je u Quebecu (ili Yukonu; oboje se spominje u različitim sezonama), a kasnije postaje naturalizirani američki državljanin. Bio je najbolji prijatelj s Mauriceom sve dok se nisu posvađali oko Shelly. Njegov otac i djed živjeli su preko sto godina, provevši većinu života kao udovci unatoč tome što su oženili mnogo manje žene; bojeći se iste sudbine, Holling se odrekao ljubavi sve dok nije pojavila Shelly. Tvrdi kako je izravni potomak francuskog kralja Luja XIV. te se pokušava distancirati što je više moguće od svojih korijena. Nakon što je 23 godine bio gradonačelnik Cicelyja, gubi poziciju od Edne Hancock koja se kandidira zbog zamjerke na njegov račun. On je vjerojatno najracionalniji/najnormalniji glavni lik.
- Ed Chigliak (Darren E. Burrows), mlado nepromišljeno, prijazno netaktično, polualjasko nahoče kojeg su odgojili lokalni Tlingiti. Obavlja čudne poslove za Mauricea te honorarno radi Ruth-Anneinu trgovinu mješovite robe. Filmski zaljubljenik koji želi postati redatelj, Ed je sve što zna o životu saznao iz filmova, posebno onih Woodyja Allena i Federica Fellinija. Obučava se za šamana, a povremeno ga posjećuju njegov nevidljivi duh vodič, Onaj Koji Čeka, te njegov osobni demon, Nisko Samopoštovanje, koji podsjeća na vilenjaka.  Ed piše, režira i producira svoje vlastite filmove o Cicelyju.
- Ruth-Anne Miller (Peg Phillips) sedamdesetogodišnja vlasnica trgovine mješovitom robom, koja se preselila u Cicely prije trideset godina iz Portlanda. Ruth-Anne je udovica koja živi sama gotovo do kraja serije, kad započinje vezu s Waltom Kupferom, traperom i umirovljenim burzovnim mešetarom. Kao i Holling, ona je jedna od racionalnijih/uravnoteženijih likova.
- Marilyn Whirlwind (Elaine Miles) Fleischmanova je recepcionarka, a stoička Indijanka. Marilyn gotovo nikad ne progovara, dok njezin šef gotovo nikad ne prestaje pričati. Ponekad drugima koje muče problemi ponudi mudrost u obliku indijanskih narodnih legendi.

## Glavni likove posljednje sezone
- Phil Capra (Paul Provenza), gradski liječnik koji dolazi u Cicely nakon Fleischmanova odlaska u divljinu. U bijegu je iz Los Angelesa u potrazi za srećom, bolje se snalazi u malom gradiću od svog prethodnika, ali ni ondje ne pronalazi željenu sreću.
- Michelle Schowdowski Capra (Teri Polo) Philova je žena. Radi kao reporterka za novine u posjedu Minnifielda. Nakon što on počne vršiti urednički pritisak, ona odlazi u Brick gdje se zapošljava kao konobarica.

## Česti likovi
- Lester Haines (Apesanahkwat) peti je najbogatiji čovjek tundre te se smatra rivalom najbogatijem, Mauriceu. Otac je Heather Haines, koja se upušta u kratkotrajnu vezu s Edom Chigliakom.

- Adam (Adam Arkin), neugodni, neuglađeni, mizantrop i kuhar "genij" koji u prošlosti jest ili nije radio za CIA-u, što može objasniti kako ima toliko informacija o svakome. Isprva je predstavljen kao mitska figura, nešto nalik Bigfootu. Ljudi u Cicelyju isprva su ga spominjali kao visoko biće s repom. Adam je obično mrzovoljan i odbrusi svakome tko mu pokuša komplimentirati. Arkin je režirao jednu od epizoda u četvrtoj sezoni.

- Bernard Stevens (Richard Cummings Jr.), Chris' "polubrat i duhovni dvojnik". Njihov odnos seže iznad pukog polubratskog, jer dijele iste snove, osjećaje i misli. Rođeni su istog dana iste godine, što ih čini "blizancima", iako imaju različite majke, jedan je bijelac, a drugi crnac. Njihov otac bio je bigamist "putujući čovjek", čiji se dvostruki život otkriva tek nakon njegove smrti.

- Sergeant Barbara Semanski (Diane Delano) aljaska je policajka i ljubitelj oružja te povremena simpatija Mauricea Minnifielda, kojeg konačno ostavlja zbog štićenja bjegunca, ali se zaručuju u posljednjoj epizodi.

- Mike Monroe (Anthony Edwards), hiper-alergični odvjetnik kojeg građani Cicelyja isprva zovu "The Bubble Man". Mike dolazi na Aljasku kako bi pobjegao od onečišćenja koje je uzrokovalo njegovu izrazitu osjetljivost na kemikalije.  Maggie O'Connell, privučena Mikeovom hrabrošću u borbi s bolešću, ohrabruje ga da češće izađe iz svoje izolacije, a na kratko postaju par. U očiglednoj inverziji "Maggiena prokletstva", Mikeovi simptomi odjednom nestaju, a on se odlazi pridružiti brodu Greenpeacea u Murmansku, na Maggieno razočaranje.

- Richard 'Rick' Pederson (Grant Goodeve), dečko Maggie O'Connell u prvoj sezoni. Umire na kraju druge sezone nakon što na njega pada satelit tijekom izleta u prirodu. Nakon njegove smrti, otkriva se da je on kompulzivni ovisnik o seksu koji je prevario Maggie sa stotinama drugih žena. U jednoj epizodi nakon Rickove smrti, Maggie susreće jednu od njih licem u lice gdje razgovaraju o Rickovim kompleksnostima u vezi.

- Leonard Quinhagak (Graham Greene), indijanski vrač i Edov mentor. Ujedno je i rezbar totema, što je pokazano u epizodi gdje oblikuje totem za obitelj Whirlwind, što otvara stare rane između plemena Gavrana i Medvjeda.

- Eve (Valerie Mahaffey), hipohondar, nasljednica volframova bogatstva i Adamova žena. Mahaffey je 1992. za svoju izvedbu osvojila Emmy. Eve i Adam dio svake godine provode kao jet-seteri i pustinjaci u kolibi blizu Cicelyja.  Ona i Adam s vremenom dobivaju dijete, zvano Aldridge.

- Earl Brijač (Jerry Morris). Morris je bio česti pozadinski statist, a bio je i stvarni vlasnik brijačnice korištene u televizijskim serijama.

- Walter 'Walt' Kupfer (Moultrie Patten) neuljuđeni je, ali prijateljski nastrojeni traper i simpatija Ruth-Anne Miller u kasnijim sezonama. "Prije više od 30 godina" u New York Cityju je postao ovisan o svom poslu burzovnog mešetara pa se umirovio i preselio u Cicely na savjet svog liječnika.

- Onaj Koji Čeka (Floyd Westerman) duhovni je vodič Eda Chigliaka, duh dugogodišnjeg poglavice Edove indijanske strane obitelji, klana Medvjeda.

- Dave (William J. White) indijanski je kuhar u Bricku. U ranim je epizodama imao tek nekoliko govornih uloga, ali je u kasnijim sezonama počeo sudjelovati u scenama, posebno s Hollingom i Shelly, ali i s Joelom, koji se kod njega često raspituje za objašnjenja raznih običaja lokalnih Indijanaca. Krajem pete sezone ga je zamijenio Eugene (Earl Quewezance).

- Rabin Schulman (Jerry Adler), Joelov rabin u New Yorku koji se neobjašnjivo pojavljuje Joelu u "vizijama".

- Hayden Keyes (James L. Dunn), mještanin, obično prijazan, ali ponekad neiskren.

- Caldecott "Cal" E. Ingram (Simon Templeman), violinist koji postaje opsjednut antiknom violinom koju je kupio Maurice. Pokuša ubiti Mauricea te se pojavljuje u nekoliko epizoda kao bjegunac.

- Erick Reese Hillman (Don McManus) i Ron Bantz (Doug Ballard), homoseksualni likovi koji su se ponekad pojavljivali između 1991. i 1995. Vodili su zalogajnicu s prenoćištem, "The Sourdough Inn", a u završnoj epizodi 1994. su se vjenčali.[1][2]